# Приостановка работы правительства США
Приостановка работы правительства США (англ. government shutdown) — временная ситуация в США, возникающая, когда Конгрессу не удаётся согласовать финансирование деятельности государственных органов. На время приостановления некритичные органы закрываются, а сотни тысяч их работников отправляются в неоплачиваемый отпуск. Обычно приостановление не относится к важнейшим организациям и ведомствам, жизненно важным для обеспечения безопасности государства, таким как армия. Однако из-за того, что расходы бюджета устанавливаются решением Конгресса, возможна остановка финансирования и работы любой государственной организации.
Некоторые федеральные службы могут продолжать деятельность какое-то время после введения приостановки, например, Национальная метеорологическая служба, армия, службы управления воздушным движением, исправительные учреждения.
При президентах Форде и Картере произошло шесть частичных приостановок работы правительства, которые, однако, затронули лишь Министерство труда и Министерство здравоохранения и социальных служб. Они продолжались в течение 8—18 дней, и основным проблемным вопросом были споры о финансировании абортов. При Рейгане произошло 8 полных приостановок длительностью от 1 до 3 дней из-за дефицита бюджета. Сходная приостановка на четыре дня произошла и при Джордже Буше-старшем.
При Клинтоне в 1995—1996 годах произошли две полные приостановки, длительностью 5 дней и 21 день, вызванные обсуждением проблем дефицита бюджета.
С 1 по 17 октября 2013 года продолжалась восемнадцатая приостановка, вызванная конфликтом между демократическим Сенатом и республиканской палатой представителей по вопросу реформы здравоохранения и защиты пациентов в США (Patient Protection and Affordable Care Act). Дискуссия по поводу проведения этой реформы уже в 2014 году или переноса её на 2015 год была увязана с принятием бюджета страны на 2014 финансовый год.
20 января 2018 года началась девятнадцатая приостановка работы правительства США, первая приостановка за время президентства Дональда Трампа. Приостановка была вызвана спорами о продлении иммиграционной политики «Отложенные действия в отношении прибывших детей» (Deferred Action for Childhood Arrivals), а также о выделении средств на строительство пограничной стены между США и Мексикой, одного из ключевых заявлений в ходе президентской кампании Дональда Трампа. Приказ о возобновлении работы был подписан вечером 22 января 2018 года, таким образом полное время приостановки составило 69 часов.
22 декабря 2018 года началась двадцатая приостановка работы правительства США. Возобновление работы произошло 25 января 2019 года. Это была самая длительная приостановка — она продолжалась 35 дней.

## Механика процесса
Согласно принципу разделения властей, закреплённому конституцией США, утверждение бюджета на финансовый год проводится обеими палатами Конгресса — Сенатом и палатой представителей США, — после чего проект бюджета подписывается президентом и вступает в силу. Президент США имеет право наложить вето на документ, и тогда он возвращается в Конгресс. Президентское вето может быть отменено в Конгрессе лишь двумя третями голосов.
Подобные приостановки работы правительства возможны исключительно в США, но не в других демократических странах. Например, в парламентской системе многих европейских стран ветви исполнительной и законодательной власти не разделены, а состав правительства утверждает парламент. В непарламентских системах обычно исполнительная ветвь может поддерживать функционирование правительства даже без утверждённого бюджета. Такой же ситуация была и в США вплоть до 1980 года, когда администрация Джимми Картера ввела новую интерпретацию Закона о противодействии дефициту 1884 года (Antideficiency Act), согласно которой федеральные агентства лишаются полномочий в отсутствие разрешения Конгресса.

## Список
Все двадцать приостановок федерального правительства, имевшие место в 1977—2019 годах, завершились достижением компромисса и возобновлением работы государственных организаций.
Три наиболее масштабные остановки работы правительства США:
- Приостановка работы правительства США (1995—1996)
- Приостановка работы правительства США (2013)
- Приостановка работы правительства США (2018—2019)

| Финансовый год | Начало     | Конец      | Суток | Президент         | Сенат | Палата предст. | Обстоятельства |
| -------------- | ---------- | ---------- | ----- | ----------------- | ----- | -------------- | --- |
| 1977           | 1976-09-30 | 1976-10-11 | 10    | Форд              | Дем.  | Дем.           | |
| 1978           | 1977-09-30 | 1977-10-13 | 12    | Картер            | Дем.  | Дем.           | |
| 1978           | 1977-10-31 | 1977-11-09 | 8     | Картер            | Дем.  | Дем.           | Закончился срок предыдущего временного соглашения о финансировании. Президент Джимми Картер подписывает второе временное соглашение. |
| 1978           | 1977-11-30 | 1977-12-09 | 8     | Картер            | Дем.  | Дем.           | Второе соглашение опять закончилось. Палата и Сенат продолжают решать вопрос о том, должны ли оплачиваться по программе Medicaid аборты для жертв растления. Соглашение достигнуто, Medicaid оплачивает аборты в случаях зачатия при изнасиловании, инцесте и при угрозе жизни матери.                                                                 |
| 1979           | 1978-09-30 | 1978-10-18 | 17    | Картер            | Дем.  | Дем.           | |
| 1980           | 1979-09-30 | 1979-10-12 | 11    | Картер            | Дем.  | Дем.           | Вопреки позиции Сената, Палата провела в проект бюджета увеличение зарплат конгрессменов и высших госслужащих на 5,5 %. Также палата пыталась ограничить федеральные расходы, связанные с абортами, только для случаев, когда жизнь матери находится под угрозой. Сенат хотел оставить финансирование также для абортов после изнасилований и инцеста. |
| 1982           | 1981-11-20 | 1981-11-23 | 2     | Рейган            | Респ. | Дем.           | |
| 1983           | 1982-09-30 | 1982-10-02 | 1     | Рейган            | Респ. | Дем.           | Конгресс принял проект бюджета на день позже начала финансового года. |
| 1983           | 1982-12-17 | 1982-12-21 | 3     | Рейган            | Респ. | Дем.           | |
| 1984           | 1983-11-10 | 1983-11-14 | 3     | Рейган            | Респ. | Дем.           | |
| 1985           | 1984-09-30 | 1984-10-03 | 3     | Рейган            | Респ. | Дем.           | |
| 1985           | 1984-10-03 | 1984-10-05 | 2     | Рейган            | Респ. | Дем.           | Закончился срок трёхдневного временного соглашения. |
| 1987           | 1986-10-16 | 1986-10-18 | 1     | Рейган            | Респ. | Дем.           | |
| 1988           | 1987-12-18 | 1987-12-20 | 1     | Рейган            | Дем.  | Дем.           | Демократы, составляющие большинство в обеих палатах, воспротивились финансированию Контрас. |
| 1991           | 1990-10-05 | 1990-10-09 | 3     | Дж. Буш — старший | Дем.  | Дем.           | |
| 1996           | 1995-11-13 | 1995-11-19 | 5     | Клинтон           | Респ. | Респ.          | |
| 1996           | 1995-12-15 | 1996-01-06 | 21    | Клинтон           | Респ. | Респ.          | |
| 2014           | 2013-10-01 | 2013-10-17 | 16    | Обама             | Дем.  | Респ.          | Разногласия между Сенатом и Палатой о сроках начала финансирования реформы здравоохранения (Affordable Care Act) привели к тому, что проект бюджета не был принят в необходимый срок. Через две недели был принят компромиссный вариант. |
| 2018           | 2018-01-20 | 2018-01-22 | 2     | Трамп             | Респ. | Респ.          | Разногласия о продлении иммиграционной политики «Отложенные действия в отношении прибывших детей» (Deferred Action for Childhood Arrivals), а также о выделении средств на строительство пограничной стены между США и Мексикой. |
| 2019           | 2018-12-22 | 2019-01-25 | 35    | Трамп             | Респ. | Дем.           | Разногласия о выделении 5,7 млрд долларов США в виде федеральных средств на пограничную стену между США и Мексикой. |

## Местные правительства
Сходные приостановки случаются и в местных правительствах:
- 1991 —  штат Мэн
- 1991 —  штат Коннектикут
- 1991 —  штат Пенсильвания
- 1992 —  штат Калифорния
- 2002 —  штат Теннесси
- 2005 —  округ Эри, Нью-Йорк
- 2005 —  штат Миннесота
- 2006 —  территория Пуэрто-Рико
- 2006 —  штат Нью-Джерси
- 2007 —  штат Мичиган
- 2007 —  штат Пенсильвания
- 2009 —  штат Мичиган
- 2011 —  штат Миннесота[8][9]
- 2015 —  штат Иллинойс[10]
- 2017 —  штат Нью-Джерси[11][12][13]
- 2017 —  штат Мэн[14]